# 陈容 (三国)
陈容（2世纪—196年），洪邑（今江苏扬州东北）人，东汉末年政治人物。

## 生平
陈容年轻时为书生，亲慕臧洪。臧洪任东郡太守，陈容随之为东郡丞，后臧洪驻所东武阳为袁绍所攻，臧洪遣陈容出城。兴平二年（195年）十二月袁绍攻破东武阳后，令陈容在座，陈容见袁绍要杀臧洪，起身对袁绍说：“将军举大事，欲为天下除暴，而专先诛忠义，岂合天意！臧洪发举为郡将，奈何杀之！”袁绍惭，左右使人牵出，说：“你不是臧洪一类人，徒然如此！”陈容回头说：“夫仁义岂有常，蹈之则君子，背之则小人。今日宁与臧洪同日而死，不与将军同日而生！”于是与臧洪一同被杀。在袁绍座上的无不叹息，偷偷互相说：“如何一日杀二烈士！”

## 轶事
后来南朝宋年间，雍州刺史张敬儿平定荆州刺史沈攸之之乱，杀江陵留府司马边荣及边荣追随者程邕之，三军莫不垂泣，说：“奈何一日杀二义士。”比二人为臧洪、陈容。